# Janitzio 2
Janitzio 2 är en ort i Mexiko.   Den ligger i kommunen Mexicali och delstaten Baja California, i den nordvästra delen av landet, 2 100 km nordväst om huvudstaden Mexico City. Janitzio 2 ligger 28 meter över havet och antalet invånare är 213.
Terrängen runt Janitzio 2 är mycket platt. Runt Janitzio 2 är det glesbefolkat, med 19 invånare per kvadratkilometer. Närmaste större samhälle är San Luis Río Colorado, 10,9 km sydost om Janitzio 2. Runt Janitzio 2 är det i huvudsak tätbebyggt.